# Jungfru Marie besökelsedag
Jungfru Marie besökelsedag, eller Den saliga Jungfrun Marias besök, är en festdag i Romersk-katolska kyrkan som förr iakttogs den 2 juli, men som sedan 1969 är uppförd den 31 maj i kalendariet. I Sverige var dagen helgdag till och med år 1772. 
Dagen högtidlighåller Jungfru Marie besökelse, den händelse i Lukasevangeliet 1:39 där Jungfru Maria besöker sin släkting Elisabet, Johannes döparens mor. När Elisabeth får se sin släkting Maria, uppfylls hon av helig ande, berättar evangeliet, och Elisabeth profeterar. Lukasevangeliet återger Jungfru Marias Magnificat. Besöket varade i tre månader. Besökelsen är en av de religiösa händelser som ingår i rosenkransens meditationer. 
Jungfru Marie besökelsedag infördes bland kyrkofesterna endast i västkyrkan, först år 1247 av konciliet i Le Mans. Franciskanerna upptog den såsom ordensfest på sitt generalkapitel i Pisa år 1263, varefter påven Urban VI förklarade den för allmän kyrkofest år 1389. Maria och Elisabet skulle nämligen betraktas såsom bilder av enighet, varför påven ansåg det lämpligt att på detta sätt ställa den vid denna tid genom den så kallade västerländska schismen splittrade kyrkan under den heliga jungfruns beskydd.